# Sphaerophoria scripta
Sphaerophoria scripta là một loài ruồi trong họ Ruồi giả ong (Syrphidae). Loài này được Linnaeus mô tả khoa học đầu tiên năm 1758. Sphaerophoria scripta phân bố ở miền Tân bắc (Greenland)